# Marc Luna
Marc Luna Bayen (* 12. Dezember 1999 in Barcelona) ist ein spanischer Motorradrennfahrer. Er fährt 2021 in der FIM-CEV-Moto2-Europameisterschaft.

## Statistik

### In der FIM-CEV-Moto2-Europameisterschaft
(Stand: 9. Mai 2021)
| Saison | Team           | Hersteller | Rennen | Siege | Zweiter | Dritter | Poles | Schn. Runden | Punkte | Ergebnis |
| ------ | -------------- | ---------- | ------ | ----- | ------- | ------- | ----- | ------------ | ------ | -------- |
| 2017   | Team Wimu CNS  | Tech 3     | 7      | –     | –       | –       | –     | –            | 17     | 17.      |
| 2020   | Bultaco Racing | Bultaco    | 5      | –     | –       | –       | –     | –            | 7      | 21.      |
| 2021   | Bultaco Racing | Bultaco    | 3      | –     | –       | –       | –     | –            | 0      | 21.      |
| Gesamt | Gesamt         | Gesamt     | 15     | 0     | 0       | 0       | 0     | 0            | 24     |          |

### In der Supersport-300-Weltmeisterschaft
| Saison | Team               | Motorrad      | Rennen | Siege | Zweiter | Dritter | Poles | Schn. Runden | Punkte | Ergebnis |
| ------ | ------------------ | ------------- | ------ | ----- | ------- | ------- | ----- | ------------ | ------ | -------- |
| 2018   | C.M. Racing A.S.D. | Yamaha YZF-R3 | 2      | –     | –       | –       | –     | –            | 2      | 35.      |
| Gesamt | Gesamt             | Gesamt        | 2      | 0     | 0       | 0       | 0     | 0            | 2      |          |